# Porius sp
Porius sp är en spindelart som beskrevs av Szüts 2003. Porius sp ingår i släktet Porius och familjen hoppspindlar. Inga underarter finns listade i Catalogue of Life.